# Oskar Vales
Óscar Vales Varela (Basauri, Vizcaya, 13 de septiembre de 1974), conocido deportivamente como Oskar Vales, es un exfutbolista y entrenador español que actualmente dirige al Club Deportivo Tudelano de la Segunda Federación. Su demarcación era la de defensa. Durante su carrera profesional jugó en el Athletic Club, club donde se formó, y en el R.C. Celta de Vigo.

## Trayectoria

### Como jugador
Óscar llegó a la cantera del Athletic Club con 15 años. El 6 de abril de 1994 debutó con el primer equipo del Athletic Club, en Primera División, en una derrota por 3-0 ante el Real Oviedo. El 6 de diciembre marcó su primer gol con el equipo rojiblanco, en el partido de vuelta de octavos de final de Copa de la UEFA, ante el Parma Calcio. En 1997 se marchó al Celta de Vigo, después de haber disputado más de 100 partidos en el club bilbaíno, debido a que Luis Fernández le comunicó que no contaría con muchas oportunidades. En el club vigués pasó dos temporadas en las que rindió a gran nivel y vivió grandes momentos como la eliminatoria ante el Liverpool en Copa de la UEFA. En total disputó 66 partidos en el equipo gallego.
En 1999 regresó al Athletic Club, que pagó 125 millones de pesetas por su regreso.A pesar de ello, la primera temporada sólo jugó siete partidos. En las siguientes tres temporadas jugó 90 partidos, consolidándose como titular habitual tanto con Txetxu Rojo como con Jupp Heynckes. En 2003, con la llegada Ernesto Valverde, sólo jugó dos partidos. Después de año y medio sin jugar ningún partido, se retiró en 2005 tras haber jugado 204 partidos en el club bilbaíno.Como curiosidad, llevó cuatro dorsales distintos en el club vasco: "14", "3", "7" y "6".
Fue internacional en categoría sub-21 en cuatro ocasiones y sub-20, con la selección española.

### Como entrenador
Posteriormente, fue entrenador en diversos clubes del fútbol vizcaíno destacando su paso por el Retuerto (2016-17), el Sodupe (2018-2019) o el Gernika (2019-22) al que ascendió a Segunda Federación en 2021.
El 4 de enero de 2025, firma como entrenador del Club Deportivo Tudelano de la Segunda Federación.

## Clubes

### Como jugador
| Club            | País   | Periodo   | Partidos |
| --------------- | ------ | --------- | -------- |
| Bilbao Athletic | España | 1994      | 14       |
| Athletic Club   | España | 1994-1997 | 105      |
| Celta de Vigo   | España | 1997-1999 | 66       |
| Athletic Club   | España | 1999-2005 | 99       |

### Como entrenador
| Club        | País   | Periodo         |
| ----------- | ------ | --------------- |
| Retuerto    | España | 2016-2017       |
| Sodupe UC   | España | 2018-2019       |
| Gernika     | España | 2019-2022       |
| CD Tudelano | España | 2025-actualidad |